# Warrant
Il warrant è uno strumento finanziario, quotato in borsa, che conferisce la facoltà di sottoscrivere l'acquisto (detti Warrant Call) o la vendita (detti warrant Put) di una certa attività finanziaria sottostante (underlying) a un prezzo prefissato (detto strike price o prezzo d'esercizio) e ad una scadenza stabilita. L'esercizio di questo strumento finanziario comporta l'emissione di nuove azioni da parte della società.

## Descrizione
Il prezzo d'acquisto del warrant prende il nome di "premio".
A seconda dell'attività sottostante si distinguono due tipologie di warrant:
- Warrant (in senso stretto) che hanno come attività sottostante esclusivamente azioni;
- Covered warrant, che possono avere come attività sottostante azioni, obbligazioni, indici azionari o obbligazionari o anche panieri di titoli, valute o tassi di interesse.

Il valore teorico di un warrant è dato dal numero delle azioni per il valore base di ogni singola azione meno il prezzo di esercizio.
Il valore del warrant dipende da 3 variabili:
- tempo residuo alla scadenza;
- prezzo dell'azione da sottoscrivere;
- somma che bisogna pagare per sottoscrivere l'azione.

I warrant sono ottimi strumenti da utilizzare come assicurazione in caso di perdite negli investimenti del titolo sottostante e sono, quindi, utilizzati professionalmente come un'assicurazione contro le perdite del sottostante e non come forma d'investimento. La struttura del mercato degli stessi è concepita per evitare speculazioni di piccoli e medi investitori. Ne possono comunque trarre profitto speculativo manager di aziende quotate in borsa capaci di muovere grossi capitali e tutto ciò a discapito degli istituti finanziari.
L'emissione di warrant ha successo quando ci sono aziende che hanno prospettive future di ampia crescita per cui le azioni saranno emesse sopra la pari, mentre il possessore le acquisterà ad un prezzo prefissato traendone vantaggio.
Il warrant non viene acquistato da chi vuole il controllo dell'azienda ma da operatori specializzati in warrant. 
I warrant hanno un proprio mercato di quotazioni con un valore collegato alle azioni dell'azienda cui si riferiscono.